# Negaraku
"Negaraku" (soms ook "Negara Ku") is het volkslied van Maleisië.
"Negaraku" werd het volkslied van Maleisië in 1957, toen het Aziatische land onafhankelijk werd van Groot-Brittannië. De titel betekent: "Mijn Land" (negara: land, ku is kort voor aku: ik). De melodie is geleend van het lied Terang Bulan dat destijds erg populair was. Negaraku is een van de kortste volksliederen.

## Tekst
Negaraku, tanah tumpahnya darahku,
Rakyat hidup, bersatu dan maju,
Refrein (x2):
Rahmat bahagia, Tuhan kurniakan,
Raja kita, selamat bertakhta.

## Nederlandse vertaling
Mijn land, het land waar mijn bloed werd vergoten,
Mensen leven, verenigen en vooruitgang,
Refrein (x2):
Gelukkig genade, God geve,
Onze koning, veilig op de troon.